# За пивом!
«За пивом!» (англ. The Greatest Beer Run Ever) — драма режиссёра Питера Фаррелли. Экранизация одноимённой книги Джоанны Моллой и Джона Донохью. Главные роли исполнили Зак Эфрон, Рассел Кроу и Билл Мюррей. Мировая премьера состоялась 13 сентября 2022 года на Кинофестивале в Торонто. 30 сентября 2022 года фильм вышел на Apple TV+.

## Сюжет
В 1967 году Джон Донохью, 26-летний ветеран морской пехоты США, работает в морской торговле. Однажды ночью в одном из баров Нью-Йорка ему бросили вызов. Собравшиеся мужчины потеряли родных и друзей во время продолжающейся войны во Вьетнаме. Один из друзей предложил идею, которая многим может показаться абсурдной: один из них должен пробраться во Вьетнам, разыскать своих боевых товарищей и передать каждому из них слова поддержки из дома, может быть, немного посмеяться и выпить пива.

## В ролях
- Зак Эфрон — Джон «Чики» Донохью[англ.]
- Рассел Кроу — Артур Коутс
- Билл Мюррей — бармен по прозвищу «полковник»
- Джейк Пикинг — Рик Дагган
- Уилл Ропп — Кевин Маклун
- Арчи Рено — Бобби Паппас
- Кайл Аллен — Томми Коллинз
- Руби Эшборн Сёркис — Кристин Донохью, сестра Джона
- Пол Адельштейн — мистер Донохью, отец Джона
- Мэтт Кук — лейтенант Хадершоу

## Производство
26 апреля 2019 года кинокомпания Skydance Media приобрела права на адаптацию книги «The Greatest Beer Run Ever» с намерением её экранизировать. Питер Фаррелли занял режиссёрское кресло и выступил соавтором сценария вместе с Брайаном Карри и Питом Джонсом. На главные роли были утверждены Вигго Мортенсен и Дилан О’Брайен.
В марте 2021 года права на фильм перешли к Apple TV+, при этом Мортенсен и О’Брайен выбыли из проекта. Зак Эфрон и Рассел Кроу вошли в актёрский состав, сменив О’Брайена и Мортенсена, а Билл Мюррей был приглашен на роль второго плана. Эфрон и Кроу были утверждены на главные роли в июле 2021 года. Ожидалось, что съёмки начнутся в августе 2021 года в Австралии или Новой Зеландии. Джейк Пикинг, Уилл Ропп, Арчи Рено и Кайл Аллен присоединились к актёрскому составу в сентябре 2021 года. Мюррей получил роль в октябре, а Руби Эшборн Серкис и Уилл Хочман присоединились в следующем месяце.
Съёмки начались в сентябре 2021 года и будут проходить между Таиландом и Нью-Джерси.

## Критика
На сайте-агрегаторе рецензий Rotten Tomatoes фильм имеет рейтинг одобрения 43 % на основе 122 рецензий со средним баллом 5,2/10. Консенсус критиков сайта гласит: «Далеко не опьяняющий, фильм „За пивом!“ сводит свою забавную историю, основанную на фактах, к плоскому, безвкусному вареву». Metacritic присвоил фильму средневзвешенный балл 39 из 100 на основе 30 критиков, что означает «в целом неблагоприятные отзывы».